# Jacquemontia
Jacquemontia ist eine Pflanzengattung in der Familie der Windengewächse (Convolvulaceae). Die 100 bis 110 Arten sind in der Neotropis und Paläotropis weitverbreitet. Der Gattungsname ehrt den französischen Botaniker, Geologen und Forschungsreisenden Venceslas Victor Jacquemont (1801–1832).

## Beschreibung

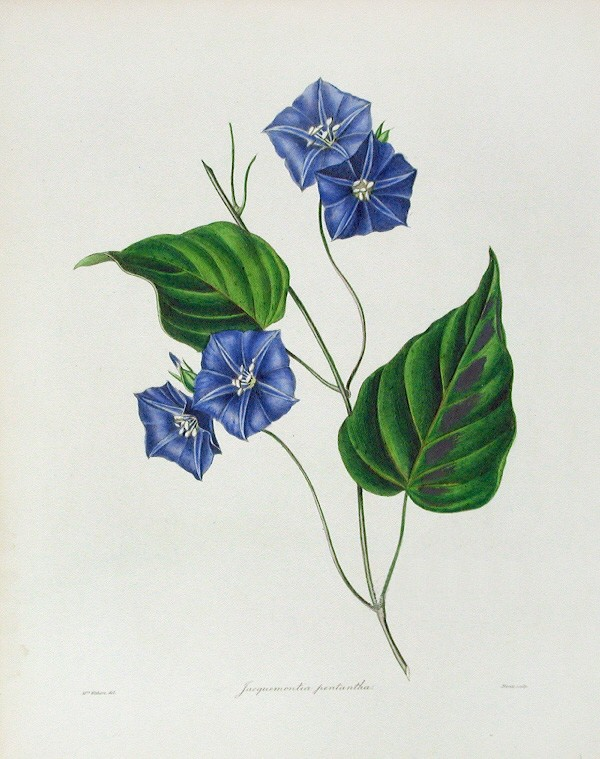
Illustration aus The Botanist von Jacquemontia pentanthos

Jacquemontia sind ausdauernde oder einjährige, krautige Pflanzen, Sträucher oder Lianen. Die Sprossachse verholzt meistens an der Basis. Die Pflanzenteile sind unbehaart oder dicht behaart, die Trichome sind meist verzweigt. Die Laubblätter haben meist eine herzförmige Basis, sind ganzrandig, gezähnt oder gelappt und haben oftmals feine drüsige Punkte.
Die kleinen oder mittelgroßen Blüten stehen in achselständigen, schirm- oder kopfförmigen Zymen. Die zwittrigen Blüten sind radiärsymmetrisch und fünfzählig mit doppelter Blütenhülle. Der Blütenboden ist klein oder wird nicht ausgebildet. Die fünf Kelchblätter sind gleich geformt oder nahezu gleich. Die Krone ist glocken- oder trichterförmig und blau, violett, weiß oder rot gefärbt. Der Kronsaum ist ganzrandig, fünfzahnig oder -lappig. Die Staubfäden und der Stempel stehen meist nicht über die Krone hinaus. Die Pollenkörner sind paltocolpat. Zwei Fruchtblätter sind zu einem oberständigen, zweikammerigen Fruchtknoten verwachsen, der vier Samenanlagen enthält. Der fadenförmige Griffel endet in zwei elliptischen oder langgestreckten und abgeflachten Narben.
Die kugelförmigen oder beinahe kugelförmigen Kapselfrüchte sind zweikammerig mit vier oder selten auch acht Fächern und enthält vier Samen. Die Samen sind unbehaart, warzig oder ruminiert, geflügelt oder fein behaart.

## Systematik und Verbreitung

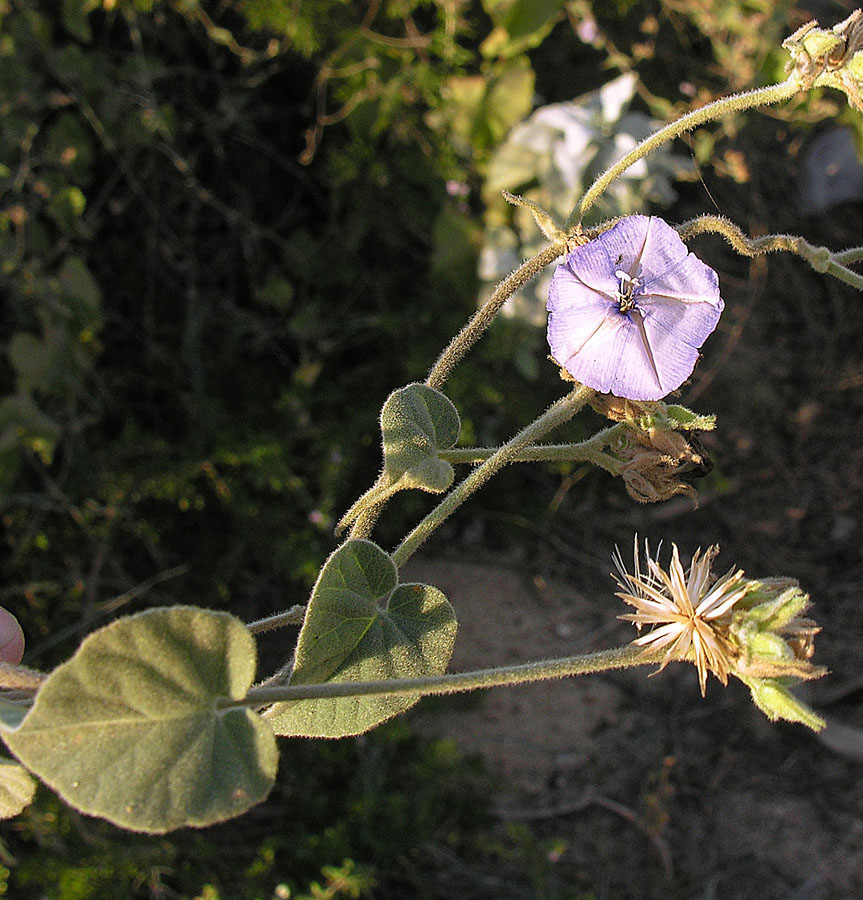
Jacquemontia abutiloides

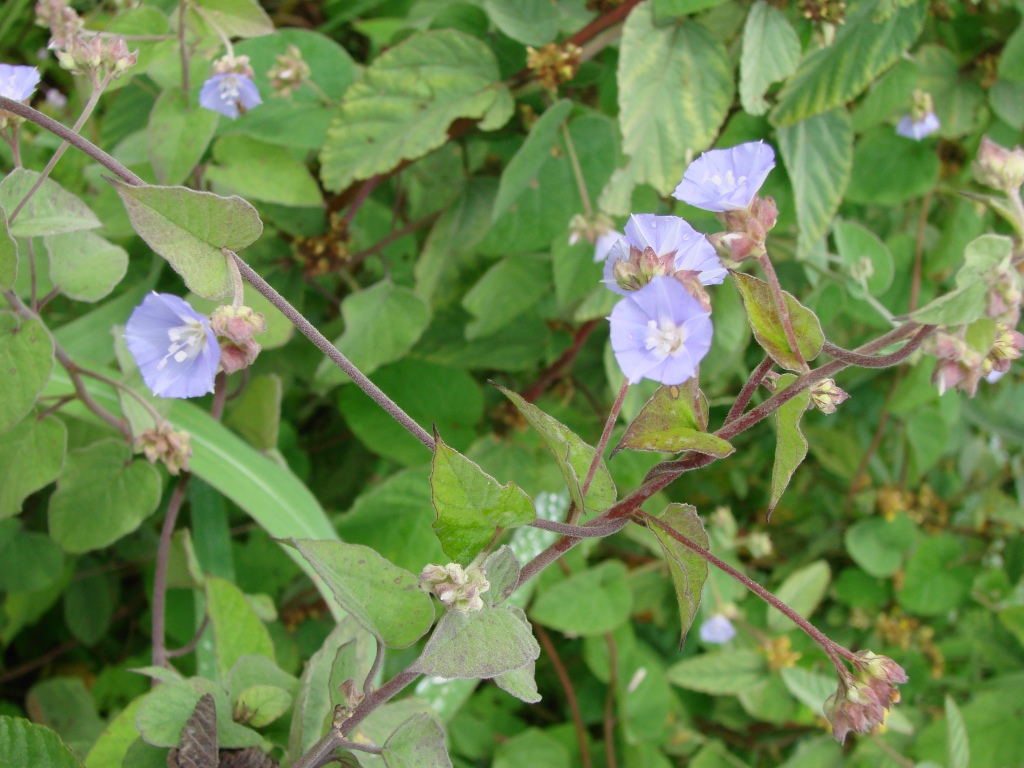
Habitus, Laubblätter und Blüten von Jacquemontia agrestis

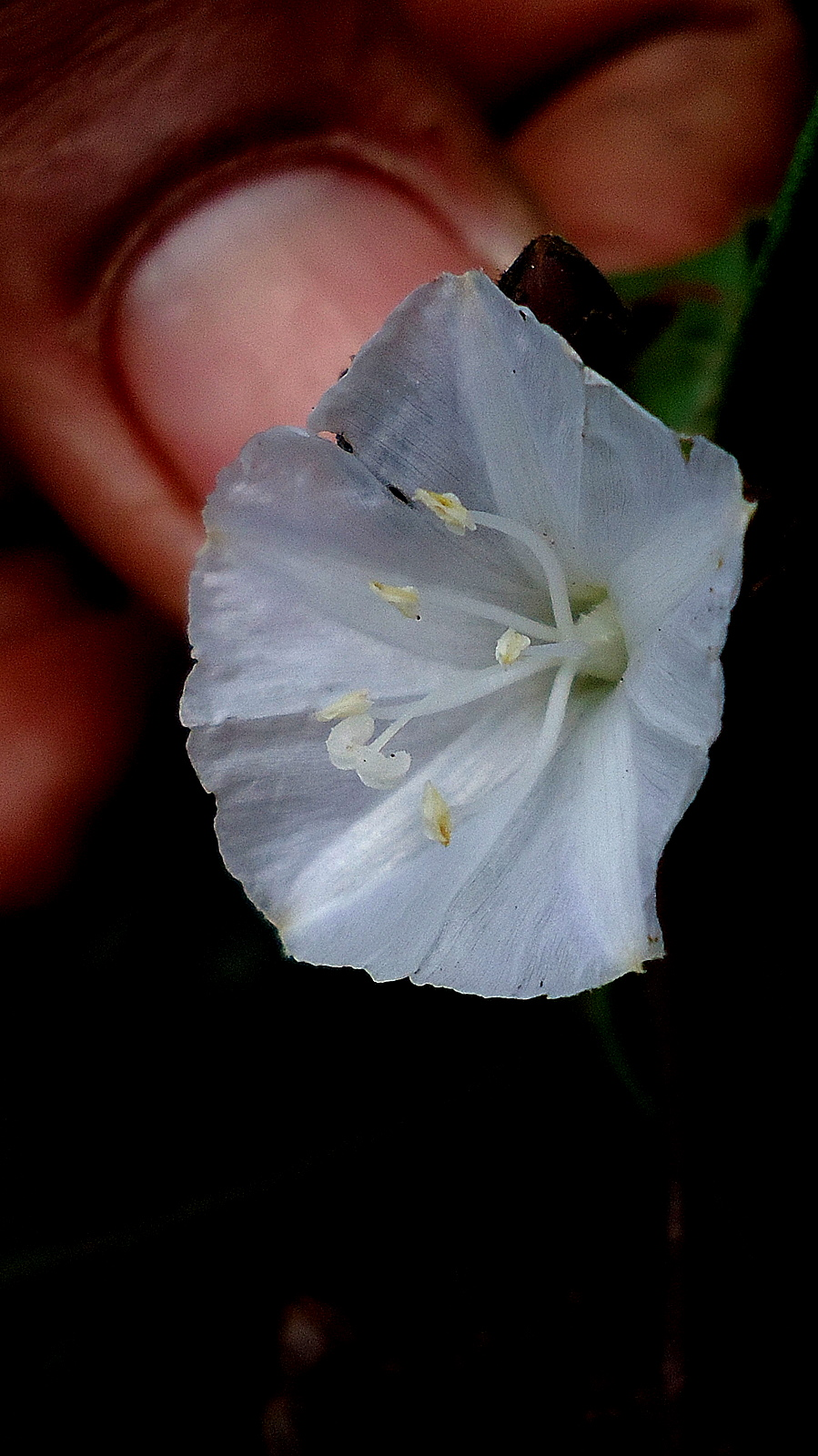
Blüte von Jacquemontia holosericea

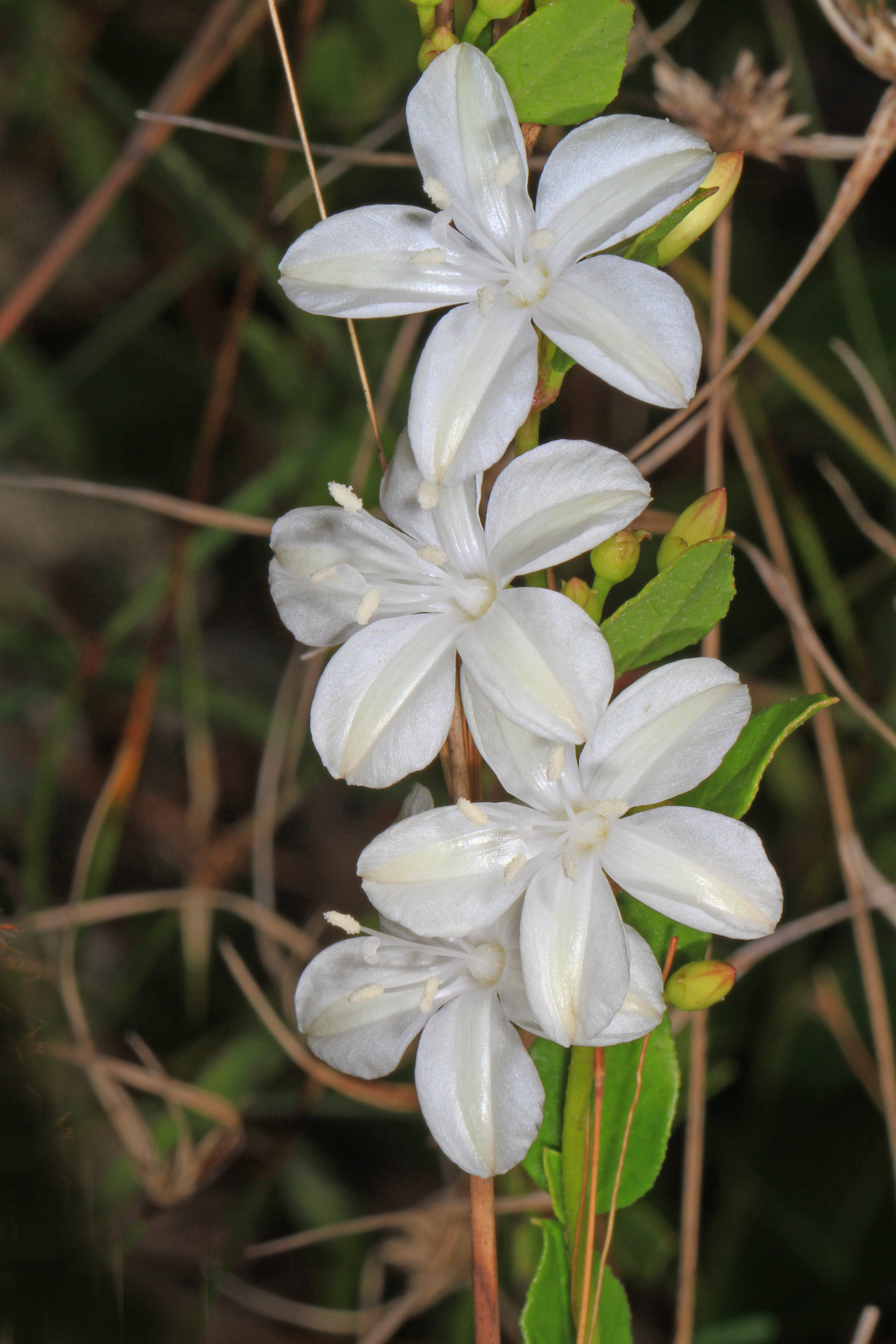
Jacquemontia curtisii

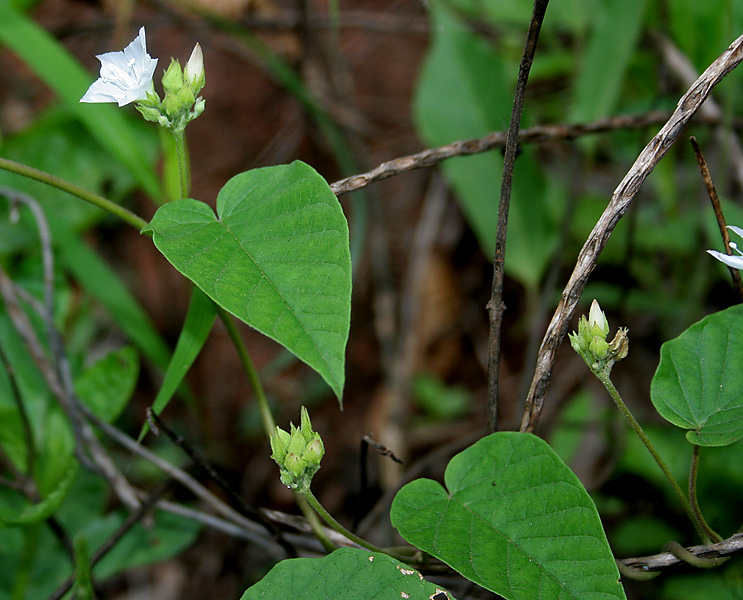
Jacquemontia paniculata

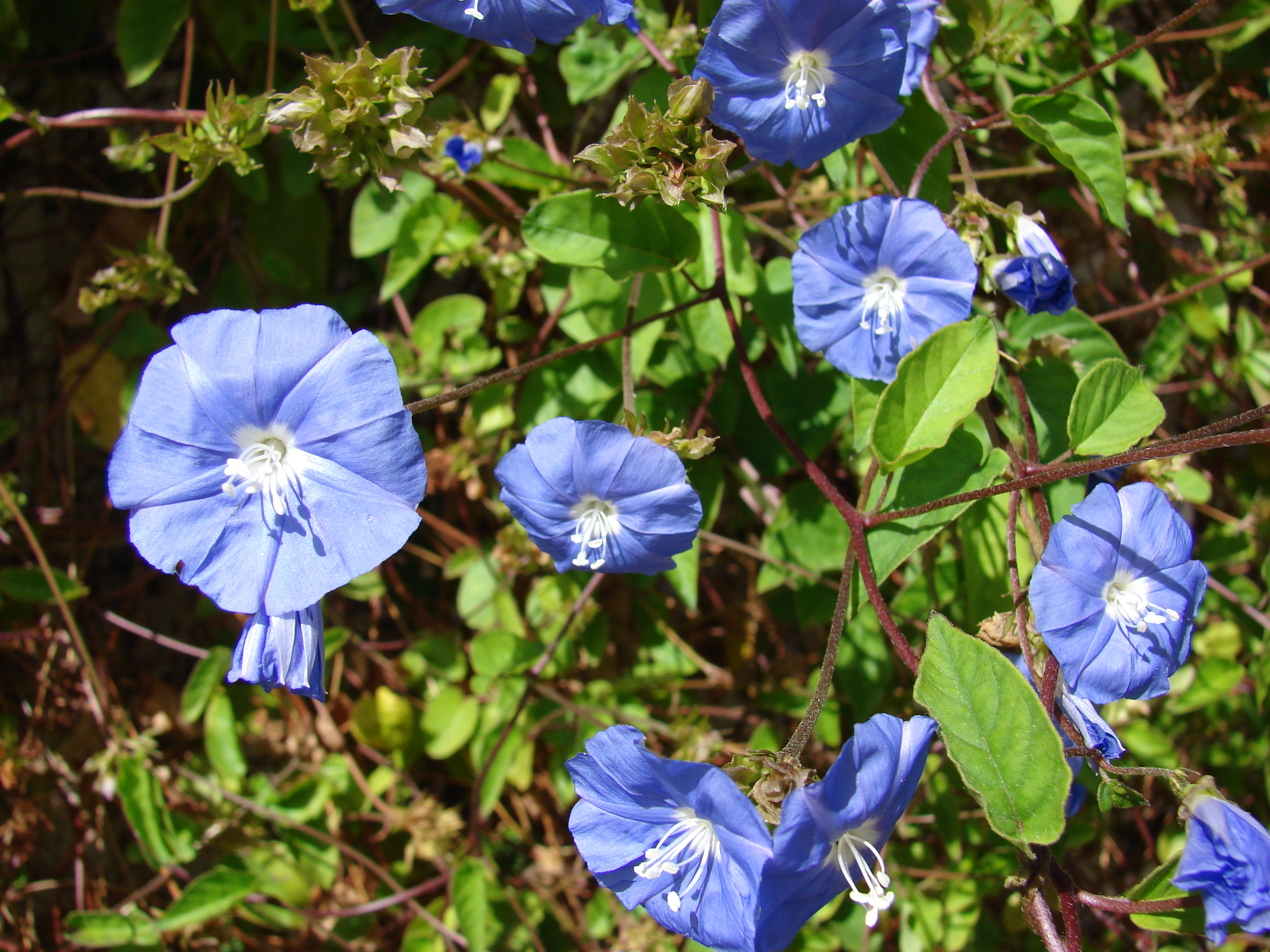
Jacquemontia pentanthos

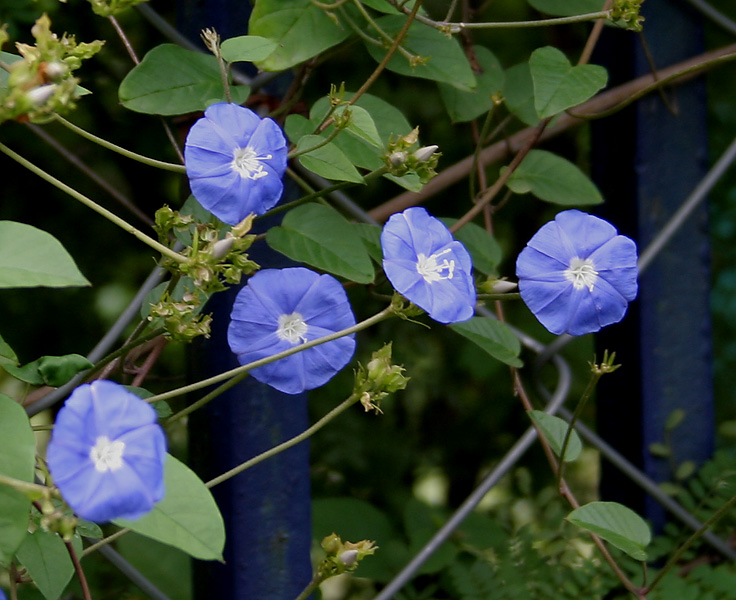
Jacquemontia pentanthos

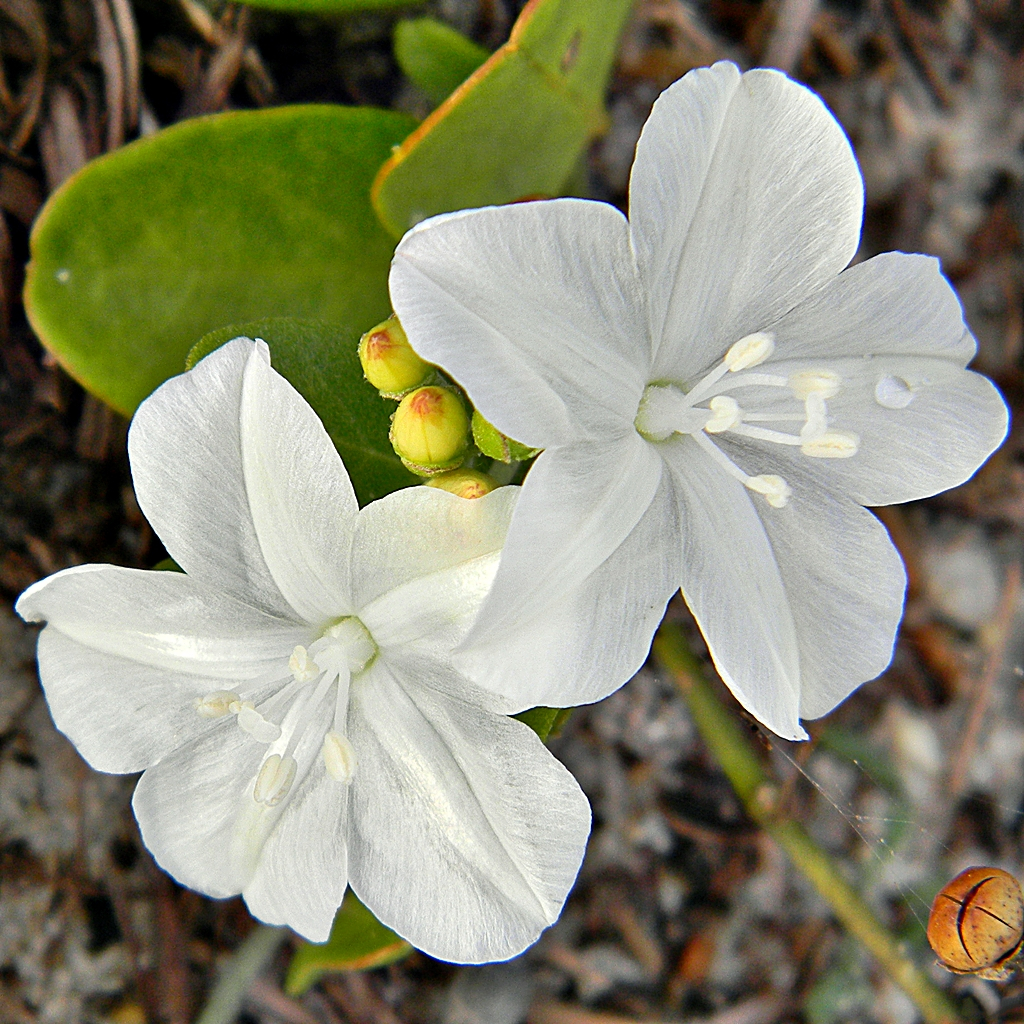
Blüten im Detail von Jacquemontia reclinata

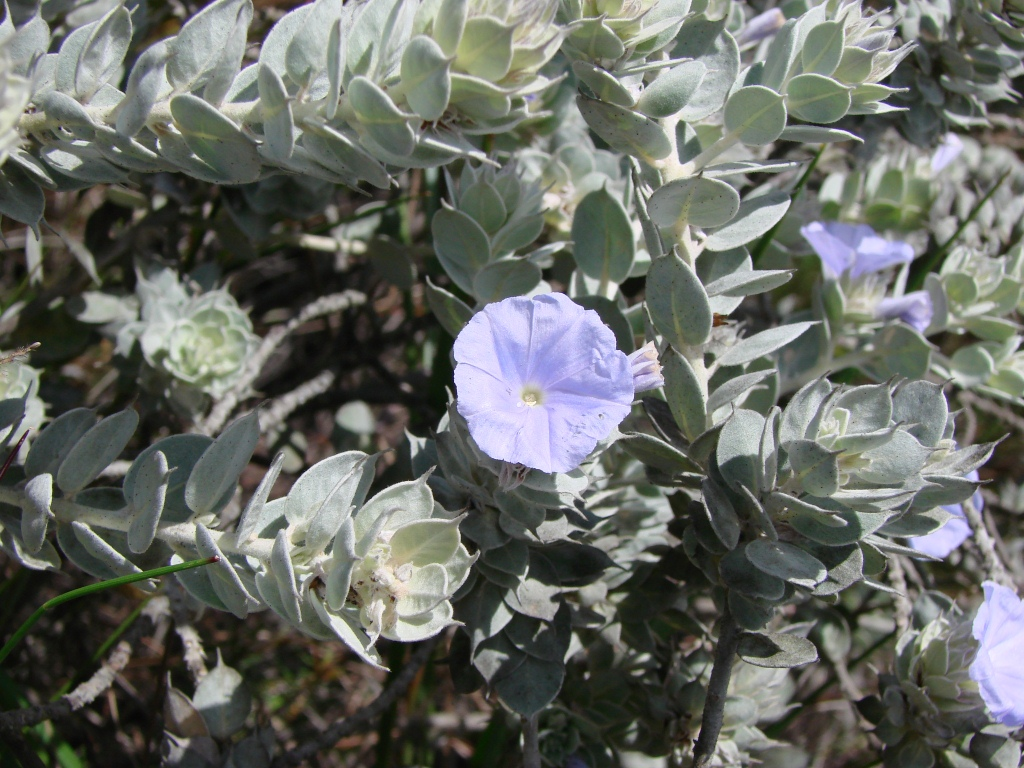
Habitus, Laubblätter und Blüten von Jacquemontia robertsoniana

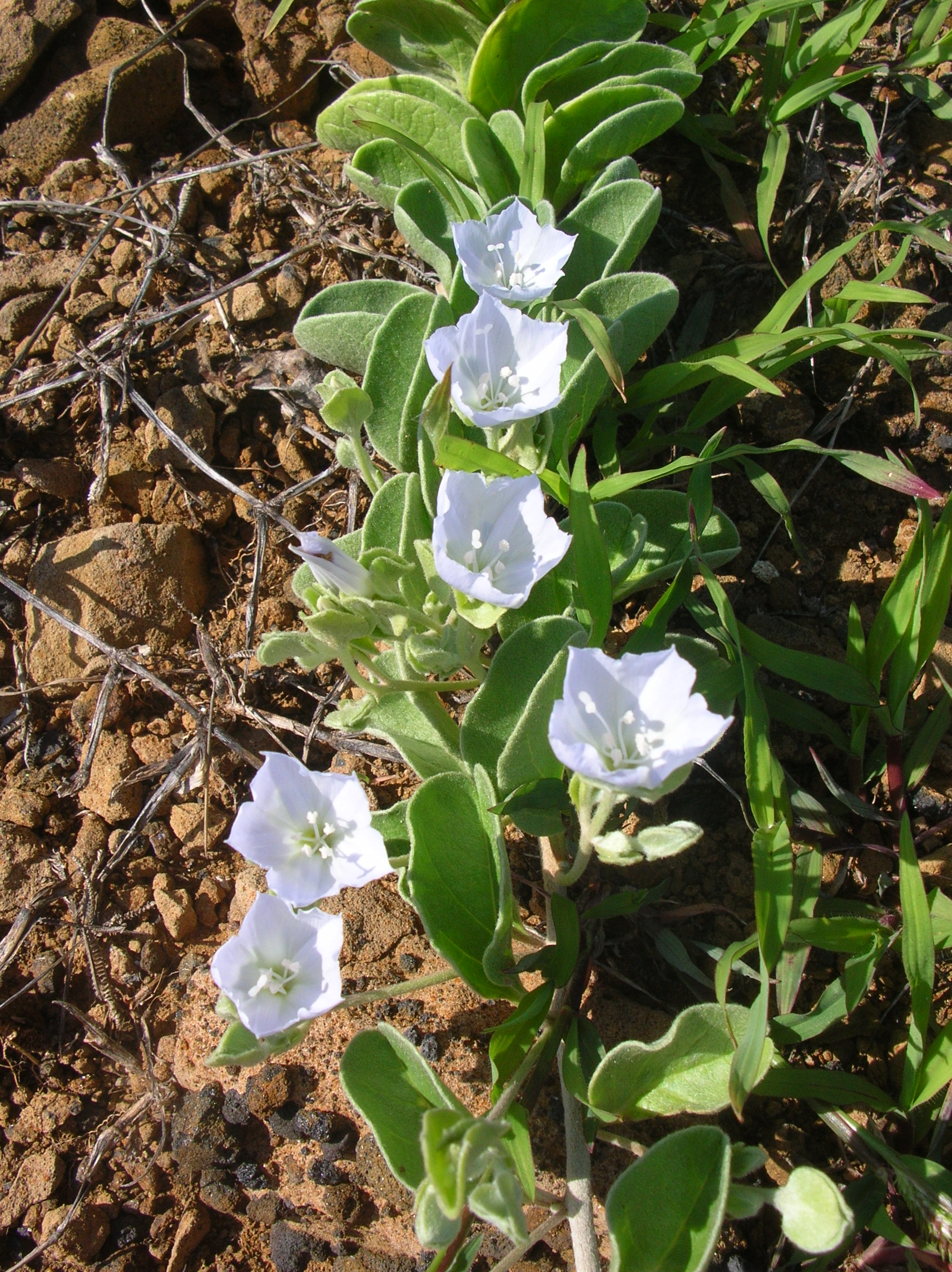
Habitus, Laubblätter und Blüten von Jacquemontia sandwicensis

Die Gattung Jacquemontia wurde 1834 durch Jacques Denys Choisy aufgestellt. Synonyme für Jacquemontia Choisy sind: Emulina Raf., Lobake Raf., Thyella Raf., Montejacquia Roberty, Schizojacquemontia (Roberty) Roberty.
Die Gattung Jacquemontia gehört zur Tribus Jacquemontieae innerhalb der Familie Convolvulaceae.
Die Gattung Jacquemontia ist in der Neotropis und Paläotropis weitverbreitet.
Es gibt 100 bis 110 Jacquemontia-Arten:
- Jacquemontia abutiloides Benth.: Sie kommt nur im mexikanischen Niederkalifornien und auf den Inseln im Golf von Kalifornien vor.[2]
- Jacquemontia acrocephala Meisn.: Sie ist im südöstlichen Brasilien verbreitet.[2]
- Jacquemontia acuminata Rusby: Sie kommt in Bolivien vor.[2]
- Jacquemontia agrestis (Mart. ex Choisy) Meisn. (Syn.: Jacquemontia evolvuloides var. longipedunculata Meisn., Jacquemontia palmeri S.Watson, Jacquemontia pedunculata Rusby, Jacquemontia secundiflora (Fernald) O’Donell, Jacquemontia evolvuloides var. parviflora Pilg., Jacquemontia palmeri var. varians Brandegee, Jacquemontia evolvuloides var. grandiflora Hassl., Jacquemontia pauciflora Brandegee, Jacquemontia diantha Urb., Jacquemontia guatemalensis Standl. & Steyerm.): Sie ist in der Neotropis weitverbreitet.[2]
- Jacquemontia albida Wiggins & Rollins: Sie ist im nordwestlichen Mexiko verbreitet.[2]
- Jacquemontia anomala O’Donell: Sie kommt in Paraguay vor.[2]
- Jacquemontia asarifolia L.B.Sm.: Sie ist im nordöstlichen Brasilien verbreitet.[2]
- Jacquemontia bahiensis O’Donell: Sie ist im nordöstlichen Brasilien verbreitet.[2]
- Jacquemontia blanchetii Moric. (Syn.: Jacquemontia blanchetii var. major Choisy, Jacquemontia martii var. floribunda Meisn. nom. superfl., Jacquemontia blanchetii var. puberula Hassl.): Sie ist von Paraguay bis Peru und Brasilien bis nördlichen Argentinien verbreitet.[2]
- Jacquemontia bracteosa Meisn.: Sie ist im östlichen Brasilien verbreitet.[2]
- Jacquemontia browniana Ooststr. (Syn.: Jacquemontia browniana var. grandiflora Specht): Sie ist im nördlichen sowie nordwestlichen Australien in den Bundesstaaten Western Australia, Queensland und Northern Territory verbreitet.[2]
- Jacquemontia capitellata Choisy: Sie kommt im brasilianischen Bundesstaat Minas Gerais vor.[2]
- Jacquemontia cataractae Krapov.: Sie wurde 2009 erstbeschrieben und ist von Paraguay bis ins nordöstliche Argentinien verbreitet.[2]
- Jacquemontia caudata Helwig: Sie kommt in Peru vor.[2]
- Jacquemontia cayensis Britton: Sie kommt auf Karibischen Inseln vor.[2]
- Jacquemontia cearensis Huber: Sie ist im nordöstlichen Brasilien verbreitet.[2]
- Jacquemontia cephalantha Hallier f. (Syn.: Jacquemontia hallieriana Ooststr. nom. superfl.): Sie ist im östlichen Brasilien verbreitet.[2]
- Jacquemontia chrysanthera Buril: Sie wurde 2011 aus dem nordöstlichen Brasilien erstbeschrieben.[2]
- Jacquemontia ciliata Sandwith (Syn.: Jacquemontia nelsonii House): Sie ist vom südlichen Mexico über Zentralamerika bis ins tropische Südamerika verbreitet und kommt auf der Insel Trinidad vor.[2]
- Jacquemontia confusa Meisn. (Syn.: Jacquemontia mollissima Standl.): Sie ist vom südlichen Mexiko bis Zentralamerika und im östlichen Brasilien verbreitet.[2]
- Jacquemontia corymbulosa Benth. (Syn.: Jacquemontia azurea var. parviflora Choisy, Jacquemontia guayaquilensis Meisn., Jacquemontia prominens Helwig): Sie ist von Ecuador bis Peru verbreitet.[2]
- Jacquemontia cumanensis (Kunth) Kuntze: Sie ist von Puerto Rico über die Kleinen Antillen bis Venezuela verbreitet.[2]
- Jacquemontia curtisii Peter ex Hallier f.: Sie kommt nur im südlichen Florida vor.[2]
- Jacquemontia cuyabana Hoehne: Sie kommt im brasilianischen Bundesstaat Mato Grosso vor.[2]
- Jacquemontia decipiens Ooststr.: Sie ist im östlichen Brasilien verbreitet.[2]
- Jacquemontia decumbens O’Donell: Sie ist im südlichen Brasilien bis nordöstlichen Argentinien verbreitet.[2]
- Jacquemontia densiflora (Meisn.) Hallier f. (Syn.: Jacquemontia violacea var. densiflora Meisn.): Sie ist im tropischen Südamerika weitverbreitet.
- Jacquemontia densifolia (Chodat & Hassl.) Hassl. (Syn.: Jacquemontia densifolia var. involuta Hassl.): Sie kommt Paraguay vor.[2]
- Jacquemontia diamantinensis Buril: Sie wurde 2013 aus dem brasilianischen Bundesstaat Bahia erstbeschrieben.[2]
- Jacquemontia eastwoodiana I.M.Johnst. (Syn.: Jacquemontia abutiloides var. eastwoodiana (I.M.Johnst.) Wiggins): Sie kommt nur im mexikanischen Niederkalifornien vor.[2]
- Jacquemontia ekmanii O’Donell: Es ist ein Endemit in der Dominikanischen Republik.[2]
- Jacquemontia elegans Helwig: Sie ist von Kolumbien über Ecuador bis Peru verbreitet.[2]
- Jacquemontia erecta Choisy: Sie ist im östlichen Brasilien verbreitet.[2]
- Jacquemontia estrellensis Krapov.: Sie ist von Bolivien über Paraguay bis ins östliche Brasilien verbreitet.[2]
- Jacquemontia evolvuloides (Moric.) Meisn.: Sie ist von Brasilien über Paraguay und Uruguay bis ins nordöstliche Argentinien verbreitet.[2]
- Jacquemontia ferruginea Choisy: Die zwei Varietäten sind im südöstlichen sowie südlichen Brasilien verbreitet:[2]
  - Jacquemontia ferruginea var. ambigua Meisn.: Sie kommt im brasilianischen Bundesstaat Bahia vor.[2]
  - Jacquemontia ferruginea Choisy var. ferruginea: Sie ist im südöstlichen sowie südlichen Brasilien verbreitet.[2]
- Jacquemontia floribunda (Kunth) Hallier f.: Sie ist von Venezuela über Ecuador bis Peru verbreitet.[2]
- Jacquemontia fruticulosa Hallier f. (Syn.: Jacquemontia fruticulosa var. genuina Hassl. nom. inval., Jacquemontia evolvuloides var. brevipedunculata Meisn.): Sie ist vom westlichen-zentralen Brasilien bis Paraguay verbreitet.[2]
- Jacquemontia fusca (Meisn.) Hallier f.:  Sie ist im zentralen Brasilien verbreitet.[2]
- Jacquemontia glaucescens Choisy (Syn.: Jacquemontia glaucescens var. petiolaris Meisn., Jacquemontia glaucescens var. glabrescens Hallier f.): Sie ist im östlichen sowie südlichen Brasilien verbreitet.[2]
- Jacquemontia gracilis Choisy:  Sie ist im zentralen Brasilien verbreitet.[2]
- Jacquemontia gracillima (Choisy) Hallier f.: Sie ist von Panama und Venezuela bis Brasilien verbreitet.[2]
- Jacquemontia grisea Buril: Sie wurde 2012 aus dem brasilianischen Bundesstaat Bahia erstbeschrieben.
- Jacquemontia guaranitica Hassl.: Sie ist von Brasilien bis Paraguay verbreitet.[2]
- Jacquemontia guyanensis (Aubl.) Meisn. (Syn.: Jacquemontia ferruginea var. mucronata Meisn.): Sie ist von den Guayana-Staaten bis ins nördliche Brasilien verbreitet.[2]
- Jacquemontia havanensis (Jacq.) Urb. (Syn.: Jacquemontia ruderaria (Kunth) Hallier f.): Sie ist in Florida und vom südöstlichen Mexiko bis Belize und auf Karibischen Inseln Caribbean verbreitet.[2]
- Jacquemontia heterantha (Nees & Mart.) Hallier f.: Sie ist in Brasilien verbreitet.[2]
- Jacquemontia heterotricha O’Donell (Syn.: Jacquemontia evolvuloides var. tweediei Meisn.): Sie ist von Brasilien bis ins nordöstliche Argentinien verbreitet.[2]
- Jacquemontia holosericea (Weinm.) O’Donell (Syn.: Jacquemontia menispermoides Choisy, Jacquemontia menispermoides var. canescens Meisn.): Sie ist von Costa Rica bis Brasilien verbreitet.[2]
- Jacquemontia itatiayensis (Kuntze) K.Schum.: Sie ist im südöstlichen Brasilien verbreitet.[2]
- Jacquemontia lasioclados (Choisy) O’Donell (Syn.: Jacquemontia choisyana Meisn., Jacquemontia rufovelutina Meisn.): Sie ist im zentralen Brasilien verbreitet.[2]
- Jacquemontia laxiflora O’Donell: Sie ist im nordöstlichen Argentinien verbreitet.[2]
- Jacquemontia linarioides Meisn.: Sie ist im südöstlichen Brasilien verbreitet.[2]
- Jacquemontia linoides (Choisy) Meisn. (Syn.: Jacquemontia linoides var. major (Choisy) Meisn.): Sie ist im nordöstlichen Brasilien verbreitet.[2]
- Jacquemontia lorentzii (Kuntze) Peter ex O’Donell: Sie ist von Paraguay bis ins nordwestliche Argentinien verbreitet.[2]
- Jacquemontia macrocalyx Buril: Sie wurde 2012 aus dem brasilianischen Bundesstaat Bahia erstbeschrieben.
- Jacquemontia martii Choisy (Syn.: Jacquemontia martii var. acuminata Meisn., Jacquemontia alba N.E.Br.): Sie ist im östlichen Brasilien verbreitet.[2]
- Jacquemontia mexicana (Loes.) Standl.: Sie ist vom südöstlichen Mexiko bis Zentralamerika verbreitet.[2]
- Jacquemontia montana (Moric.) Meisn.: Sie ist im östlichen Brasilien verbreitet.[2]
- Jacquemontia mucronifera (Choisy) Hallier f.: Sie ist in Brasilien verbreitet.[2]
- Jacquemontia multiflora Hallier f.: Sie ist im östlichen Brasilien verbreitet.[2]
- Jacquemontia nipensis Alain: Dieser Endemit kommt nur im westlichen Kuba vor.[2]
- Jacquemontia nodiflora (Desr.) G.Don (Syn.: Jacquemontia parviflora var. tomentosa Meisn., Jacquemontia nodiflora var. congesta Huber, Jacquemontia simulata House, Jacquemontia monteroi J.I.Falcão): Sie ist in der Neotropis weitverbreitet.[2]
- Jacquemontia oaxacana (Meisn.) Hallier f. (Syn.: Jacquemontia parviflora var. oaxacana Meisn.): Sie ist in Mexiko verbreitet.[2]
- Jacquemontia obcordata (Millsp.) House (Syn.: Jacquemontia ovalifolia subsp. obcordata (Millsp.) K.R.Robertson, Jacquemontia subsalina Britton): Sie ist in Mexiko und auf Karibischen Inseln verbreitet.[2]
- Jacquemontia ochracea Sim.-Bianch. & Pirani: Sie wurde 2005 aus dem brasilianischen Bundesstaat Minas Gerais erstbeschrieben.[2]
- Jacquemontia ovalifolia (Choisy) Hallier f. (Syn.: Jacquemontia coerulea Choisy ex G. Don, Jacquemontia caerulea Choisy nom. nud., Jacquemontia ovata Owerin ex Regel): Sie ist im tropischen Afrika und Madagaskar verbreitet.[2]
- Jacquemontia paniculata (Burm. f.) Hallier f.: Sie ist von Kenia bis Mosambik, auf Inseln des westlichen Indischen Ozeans und vom tropischen bis subtropischen Asien und auf Inseln des südwestlichen Pazifik weitverbreitet.
  - Jacquemontia paniculata var. grandiflora Ooststr.: Sie kommt in Vietnam vor.[2]
  - Jacquemontia paniculata var. lanceolata S.H.Huang: Sie kommt nur in Hainan vor.[2]
  - Jacquemontia paniculata (Burm. f.) Hallier f. var. paniculata (Syn.: Jacquemontia umbellata Bojer ex Desjardins): Sie ist von Kenia bis Mosambik, auf Inseln des westlichen Indischen Ozeans und vom tropischen bis subtropischen Asien und auf Inseln des südwestlichen Pazifik weitverbreitet.[2]
  - Jacquemontia paniculata var. philippinensis Ooststr.: Sie kommt nur auf Luzon vor.[2]
  - Jacquemontia paniculata var. tomentosa (Warb.) Ooststr. (Syn.: Jacquemontia multivalvis Hallier f., Jacquemontia paniculata var. multivalvis (R.Br.) Ooststr.): Sie ist von Malesien bis ins nördliche Australien verbreitet.[2]
- Jacquemontia pannosa (R.Br.) Mabb.: Sie ist vom nordwestlichen sowie nördlichen Western Australia bis nördlichen Northern Territory verbreitet.[2]
- Jacquemontia paraguayensis Britton (Syn.: Jacquemontia fusca var. altosiana Chodat & Hassl.): Paraguay vor.[2]
- Jacquemontia parviflora Choisy: Sie ist im westlichen-zentralen Brasilien verbreitet.[2]
- Jacquemontia parvifolia Helwig: Sie kommt in Peru vor.[2]
- Jacquemontia pentanthos (Jacq.) G.Don (Syn.: Jacquemontia violacea var. canescens (Kunth) Choisy, Jacquemontia canescens (Kunth) Benth., Jacquemontia violacea var. abbreviata Choisy, Jacquemontia violacea var. rotundifolia Choisy, Jacquemontia azurea var. alba Seem., Jacquemontia coelestis Van Houtte ex Planch., Jacquemontia grandiflora var. glabrescens Meisn., Jacquemontia violacea var. glabriuscula Meisn., Jacquemontia violacea var. guatemalensis Meisn., Jacquemontia elongata Britton, Jacquemontia houseana Standl.): Sie ist in der Neotropis von Florida und Mexiko über Zentralamerika und auf Karibischen Inseln bis ins nördliche sowie westliche Südamerika weitverbreitet.[2]
- Jacquemontia peruviana Helwig: Sie kommt in Peru vor.[2]
- Jacquemontia pinetorum Standl. & Steyerm.: Sie kommt in Guatemala vor.[2]
- Jacquemontia polyantha (Cham. & Schltdl.) Hallier f. (Syn.: Jacquemontia apiculata House): Sie ist in Mexiko verbreitet.[2]
- Jacquemontia pringlei A.Gray (Syn.: Jacquemontia pringlei var. glabrescens A.Gray): Sie ist vom südlichen Arizona bis ins nördliche Mexiko verbreitet.[2]
- Jacquemontia prostrata Choisy: Sie ist im südöstlichen Brasilien verbreitet.[2]
- Jacquemontia pycnocephala Benth.: Sie kommt in den mexikanischen Bundesstaaten Guerrero sowie Michoacán vor.[2]
- Jacquemontia reclinata House: Dieser Endemit kommt nur im südöstlichen Florida vor.[2]
- Jacquemontia revoluta Sim.-Bianch.: Sie wurde 1999 aus dem brasilianischen Bundesstaat Minas Gerais erstbeschrieben.[2]
- Jacquemontia robertsoniana Buril & Sim.-Bianch.: Sie wurde 2012 aus dem brasilianischen Bundesstaat Bahia erstbeschrieben.[2]
- Jacquemontia rojasiana O’Donell: Sie ist von westlichen-zentralen Brasilien bis Paraguay verbreitet.[2]
- Jacquemontia rufa (Choisy) Hallier f. (Syn.: Jacquemontia ferruginea var. rufa Choisy) Sie ist im südöstlichen Brasilien verbreitet.[2]
- Jacquemontia rusbyana Standl. (Syn.: Jacquemontia densiflora Rusby nom. illeg.): Sie ist von Bolivien bis ins nördlichen Argentinien verbreitet.[2]
- Jacquemontia sandwicensis A.Gray (Syn.: Jacquemontia ovalifolia subsp. sandwicensis (A.Gray) K.R.Robertson, Jacquemontia ovalifolia var. tomentosa Hillebr., Jacquemontia sandwicensis var. tomentosa Hillebr., Jacquemontia sandwicensis var. laevis): Sie kommt auf Hawaiianischen Inseln vor.[2]
- Jacquemontia saxicola L.B.Sm.: Sie ist im nordöstlichen Brasilien verbreitet.[2]
- Jacquemontia selloi (Meisn.) Hallier f. (Syn.: Jacquemontia selloi var. brevipedunculata Chodat & Hassl., Jacquemontia selloi var. guaranitica Chodat & Hassl., Jacquemontia selloi var. tomentosa Chodat & Hassl., Jacquemontia loefgrenii Hoehne): Sie ist von Brasilien bis nordöstlichen Argentinien verbreitet.[2]
- Jacquemontia serpyllifolia (Kunth) Urb.: Sie kommt nur auf Kuba vor.[2]
- Jacquemontia serrata (Choisy) Meisn. (Syn.: Jacquemontia serrata var. major Meisn., Jacquemontia serrata var. minor Meisn., Jacquemontia serrata var. obtusata Moric. ex Meisn., Jacquemontia serrata var. triloba Choisy ex Meisn.): Sie kommt in den brasilianischen Bundesstaaten Bahia sowie Minas Gerais vor.[2]
- Jacquemontia smithii B.L.Rob. & Greenm.: Sie kommt in den mexikanischen Bundesstaaten Puebla sowie Oaxaca vor.[2]
- Jacquemontia solanifolia (L.) Hallier f.: Sie kommt auf Karibischen Inseln vor.[2]
- Jacquemontia sphaerocephala Meisn.: Sie ist in Brasilien verbreitet.[2]
- Jacquemontia sphaerostigma (Cav.) Rusby (Syn.: Jacquemontia hirsuta var. pohlii Meisn., Jacquemontia hirsuta var. trichodonta Meisn., Jacquemontia hirsuta var. parvifolia Chodat & Hassl., Jacquemontia hirsuta var. adenotricha Hassl., Jacquemontia viscidulosa Hoehne, Jacquemontia agricola Rusby): Sie ist in der Neotropis weitverbreitet.[2]
- Jacquemontia spiciflora (Choisy) Hallier f.: Sie ist in Brasilien verbreitet.[2]
- Jacquemontia staplesii Buril: Sie kommt im brasilianischen Bundesstaat Bahia vor.[2]
- Jacquemontia subsessilis Moric.: Sie ist in Brasilien verbreitet.[2]
- Jacquemontia tamnifolia (L.) Griseb. (Syn.: Jacquemontia capitata var. pauciflora N.E.Br., Jacquemontia macrocephala Brandegee, Jacquemontia mattogrossensis Hoehne, Jacquemontia rondonii Hoehne): Sie ist in der Neotropis und vom tropischen bis südlichen Afrika weitverbreitet.[2]
- Jacquemontia tomentella (Miq.) Hallier f.: Die drei Varietäten kommen auf Sumatera und Borneo vor:
  - Jacquemontia tomentella var. heteroradiata Ooststr.: Sie ist im südöstlichen Borneo vor.[2]
  - Jacquemontia tomentella var. micrantha Hallier f.: Sie kommt auf Sumatera und Borneo vor.[2]
  - Jacquemontia tomentella (Miq.) Hallier f. var. tomentella: Sie kommt auf Sumatera und Borneo vor.[2]
  - Jacquemontia tomentella var. tomentosa Ooststr.: Sie kommt nur in Sarawak vor.[2]
- Jacquemontia tuerckheimii Urb.: Es ist ein Endemit in der Dominikanischen Republik.[2]
- Jacquemontia turneroides (Chodat & Hassl.) Hassl.: Sie kommt in Paraguay vor.[2]
- Jacquemontia uleana Hallier f.: Sie ist im östlichen Brasilien verbreitet.[2]
- Jacquemontia unilateralis (Roem. & Schult.) O’Donell (Syn.: Jacquemontia secunda (Ruiz & Pav.) Choisy): Sie ist in Peru, Bolivien sowie Brasilien verbreitet.[2]
- Jacquemontia velloziana (Mart.) O’Donell (Syn.: Jacquemontia ferruginea var. elongata Choisy, Jacquemontia grandiflora Meisn. nom. superfl., Jacquemontia bifida Hallier f.): Sie ist im östlichen sowie südlichen & Brasilien verbreitet.[2]
- Jacquemontia velutina Choisy (Syn.: Jacquemontia bifurcata Rusby): Sie ist von Peru bis Brasilien verbreitet.[2]
- Jacquemontia verticillata (L.) Urb. (Syn.: Jacquemontia verticillata var. stenophylla Urb.): Sie ist von Mexiko bis Guatemala und auf Karibischen Inseln verbreitet.
- Jacquemontia villosissima Ooststr.: Sie kommt im brasilianischen Bundesstaat Minas Gerais vor.[2]
- Jacquemontia warmingii O’Donell: Sie ist im südöstlichen Brasilien verbreitet.[2]
- Jacquemontia weberbaueri Helwig: Sie ist von Ecuador bis Peru verbreitet.[2]
- Jacquemontia zollingeri (Choisy) Hallier f.: Sie ist mit zwei Varietäten vom östlichen Java bis zu den Kleinen Sundainseln verbreitet:[2]
  - Jacquemontia zollingeri var. jonkeri Ooststr.: Sie ist ein Endemit auf Timor.[2]
  - Jacquemontia zollingeri (Choisy) Hallier f. var. zollingeri: Sie ist vom östlichen Jawa bis zu den Kleinen Sundainseln verbreitet.[2]